# Сергіївка (Казанківська селищна громада)
Се́ргіївка — село в Україні, у Казанківській селищній громаді Баштанського району Миколаївської області. Населення становить 140 осіб.